# Игра са коцкама
Игра са коцкама је игра, у којој је главно помоћно средство коцка означена бројевима од 1 до 6.
У тим играма важно је добити што већи број на једној коцки (на пример Човече не љути се) или одређену комбинацију бројева на више коцака (на пример Јамб)
- Човече не љути се
- Јамб